# Józef Litauer
Józef Litauer (ur. 7 stycznia 1894 w Łodzi, zm.?) – prawnik, działacz Polskiej Partii Socjalistycznej. 
Urodził się 7 stycznia w Łodzi. Jako prawnik zaangażował się w promowanie międzynarodowego języka Esperanto. W 1931 roku został sekretarzem generalnym Międzynarodowego Towarzystwa Esperantystów-Prawników. Po rozwiązaniu „Laboro” przez polski rząd, wraz z Władysławem Lekowskim i Markiem Wajsblumem założył w 1933 roku Socjalistyczne Towarzystwo Esperantystów. W 1937 roku był redaktorem periodyku „Orzecznictwo Podatkowe”. W 1939 roku za opublikowanie pracy francuskiego religioznawcy Couchouda, „Tajemnice Jezusa” został skazany przez polski sąd na karę pół roku więzienia w zawieszeniu. Zaginął w czasie II wojny światowej, prawdopodobnie został zabity przez Niemców.